# Comuna Biloșapkî, Prîlukî
Biloșapkî (în ucraineană Білошапки) este o comună în raionul Prîlukî, regiunea Cernihiv, Ucraina, formată din satele Biloșapkî (reședința) și Zaperevodske.

## Demografie
Componența lingvistică a comunei Biloșapkî
     Ucraineană (97,59%)
     Rusă (1,44%)
     Alte limbi (0,96%)
Conform recensământului din 2001, majoritatea populației comunei Biloșapkî era vorbitoare de ucraineană (97,59%), existând în minoritate și vorbitori de rusă (1,44%).